# Viktar Zujew
Viktar Zujew (hviderussisk: Віктар Валер'евіч Зуеў tr. Viktar Valerjevitj Zujev ; russisk: Ви́ктор Вале́рьевич Зу́ев tr. Viktor Valerjevitj Sujev ; født 22. maj 1983 i Vitsebsk, Hviderussiske SSR, Sovjetunionen) er en hviderussisk amatørbokser, som konkurrerer i sværvægt sværvægt. Zujew fik sin olympiske debut da han repræsenterede Hviderusland under Sommer-OL 2004 hvor han vandt en sølvmedalje. Han repræsenterede også Hviderusland under Sommer-OL 2008 hvor han blev slået ud i første runde af Clemente Russo fra Italien i samme vægtklasse. Han deltog også i VM i 2007 i Chicago, USA hvor han røg ud i første runde. 
Han fik bronze ved VM i Milano 2009 og Sølv ved EM i Moskva i 2010.